# مرد منطق
مرد منطق (انگلیسی: A Man of Reason; کره‌ای: 보호자 به معنی نگهبان) یک فیلم محصول سال ۲۰۲۲ کره جنوبی به کارگردانی جونگ وو سونگ است و اولین تجربهٔ کارگردانی او به‌شمار می‌رود. در این فیلم جونگ وو سونگ، کیم نام گیل، پارک سونگ وونگ و کیم جون هان بازی کردند. این فیلم نخستین بار در جشنواره بین‌المللی فیلم تورنتو ۲۰۲۲ در ۱۳ سپتامبر ۲۰۲۲ به نمایش درآمد. مرد منطق در ۱۵ اوت ۲۰۲۳ در کره جنوبی منتشر شد.

## تولید
تصویربرداری اصلی در ۱۰ فوریه ۲۰۲۰ آغاز شد.